# Roland Silly
 (juillet 2013).
Pour les articles homonymes, voir Silly.
Roland Silly, né le 9 août 1909 à Chémery dans le Loir-et-Cher et mort le 3 octobre 1995 au Vésinet dans les Yvelines, est un journaliste et homme politique français. 
D'abord adhérent de la Section française de l'Internationale ouvrière (SFIO), membre de la Confédération générale du travail (CGT) et dirigeant syndical, il rallie la Collaboration en devenant membre de la commission permanente du Rassemblement national populaire (RNP) de Marcel Déat et chef des "Jeunesses national-populaire", mouvement de jeunesse du parti. Après la guerre, il rejoint le BEIPI (Bulletin d’études et d’informations politiques internationales) formé par Georges Albertini pour combattre le communisme.  

## Biographie
Dans les années 1930, Roland Silly est secrétaire du syndicat national des ingénieurs (future UGICT) de la CGT et membre du parti socialiste SFIO, de la tendance Paul Faure.
Sous l'occupation allemande (1940-1944), Roland Silly était l'un des dirigeants du Rassemblement national populaire, parti collaborationniste de Marcel Déat, et le chef des "Jeunesses national-populaire", le mouvement de jeunes du parti.

## Sources
- R. Handourtzel et C. Buffet, La collaboration... à gauche aussi, Ed. Perrin, Paris, 1989.
- Pierre Philippe Lambert et Gérard Le Marec, Partis et mouvements de la Collaboration, Ed. Grancher, 1993.